# 원더풀 라이프 (1951년 영화)
원더풀 라이프(A Wonderful Life)는 1951년에 제작된 흑백 단편 드라마 영화로, 전국 그리스도 교회 협의회가 제작하고 개신교 영화 위원회 가 배급했다. 이 작품은 Frank Capra의 1946년 영화 It's a Wonderful Life를 기독교 영화 산업을 위해 각색한 작품이다. 윌리엄 보딘이 감독을 맡았으며 제임스 던, 앨런 로버츠, 아서 쉴즈가 주연을 맡았다. 이 영화는 가족과 친구들이 교회와 지역 사회에 대한 헌신을 통해 그가 행한 모든 선한 일을 기억하는 평범한 기독교 가장의 삶을 회상하면서 다시 이야기한다. 영화는 의미 있는 삶을 살기 위한 믿음과 사랑, 봉사의 힘을 강조하며, 사람은 죽을 때까지 타인의 진정한 가치를 깨닫지 못한다는 메시지를 전한다.  이 영화는 상업적으로 개봉되지는 않았지만 미국과 캐나다 전역의 약 3만 개 교회에 배포됐다.

## 플롯
헨리 우드( 제임스 던 )는 가상의 미주리 주 마틴빌에서 교회와 지역 사회에 대한 믿음과 사랑, 헌신을 갖고 살아가는 평범한 기독교 가장이다. 하지만 지인과 가족들은 그를 순진하고 이용당하기 쉬운 사람으로 여긴다. 그의 예상치 못한 죽음 이후, 그의 가족과 친구들은 플래시백을 통해 그의 삶을 회상하기 위해 모인다. 헨리의 딸 메리는 자신이 여러 위원회에서 재무관으로 일한 데 대해 보상을 받지 못해 가족이 재정적으로 어려움을 겪는 것에 대해 씁쓸해한다. 그러나 헨리가 영아 마비 진단을 받았을 때 메리를 돌보고, 그녀를 대학에 보내기 위해 자금을 제공한 것을 포함하여 헨리의 삶과 그가 다른 사람들에게 미친 영향을 재검토한 후 메리는 아버지가 의미 있는 삶을 살았다는 것을 깨닫고 다음과 같이 결심한다. 다른 사람을 위해 선을 행하려는 그의 헌신을 본받는 것이다.
"A Wonderful Life"는 1951년에 제작된 흑백 단편 드라마 영화로, 기독교적인 내용을 담고 있다. 이 작품은 Frank Capra의 "It's a Wonderful Life"를 기반으로 하며, 전국 그리스도 교회 협의회와 개신교 영화 위원회가 제작하고 배급했다.
주요 내용은 평범한 기독교 가족의 삶을 중심으로 하고 있다. 가족, 친구, 교회, 지역사회에 대한 헌신을 통해 주인공이 행한 선한 일들을 회상하며, 의미 있는 삶을 살기 위한 믿음과 사랑, 봉사의 힘을 강조한다. 영화는 사람이 죽을 때까지 타인의 진정한 가치를 깨닫지 못한다는 메시지를 전하며, 신앙과 가족의 중요성을 강조하는 작품으로 평가받고 있다.
상업적으로는 개봉되지 않았지만 미국과 캐나다 전역의 교회에 배포되어 교회 공동체와 관객들과 공유되었다.

## 캐스팅
- 제임스 던 James Dunn 헨리 우드 역
- 앨런 로버츠 Allen Roberts 메리 우드 역
- 이사벨 위더스 Isabel Withers 제니 우드 역
- 아서 쉴즈 Arthur Shields 목사 역
- Madge Crane Madge Crane 할머니 우드 역
- 도나 조 보이스(Donna Jo Boyce) 메리 우드(9세) 역
- 잭 라슨 - 리처드 우드(16세)
- 데이비드 캐스데이(David Kasday) 리차드 우드(7세) 역
- 앤드류 톰베스 Andrew Tombes 해리 젠킨스 역

## 프로덕션

### 개발
A Wonderful Life는 Frank Capra의 1946년 영화 It's a Wonderful Life를 기독교 영화 산업을 위해 각색한 작품이다.  평범한 기독교인 가장의 죽음은 그의 교회와 공동체를 위한 헌신적인 자선 행위로 인해 그의 친구와 이웃들 사이에 "영적 공백"을 남긴다. 이 이야기는 미주리 주 세달리아 에서 발생한 실제 사례에서 영감을 받았다.  원작 각본은 Alan Shilin이 썼다. 음성 해설은 목사 역을 맡은 Arthur Shields 가 제공했다.
이 영화는 개신교 영화 위원회를 위해 William Beaudine 이 감독한 11개의 단편 영화 중 하나였다. Beaudine은 "설교에 대한 혐오감" 때문에 이 직업에 이상적인 것으로 간주되었다. 그는 "메시지가 분명하지만 압도적이지 않은 강력한 이야기가 있는 영화를 만들" 수 있었다.  기술 고문으로는 안수 장로교 목사이자 전국 그리스도 교회 협의회 방송 및 영화 위원회의 영화 감독이었던 S. Franklin Mack 목사와 한때 Sedalia에서 목사로 봉사했던 Oscar Rumpf가 포함되었다.  
프로듀서 Paul F. Heard 와 부프로듀서 Barney Sarecky  가 전국 그리스도 교회 협의회를 위해 영화를 완성했다.

### 촬영
Beaudine은 일반적으로 6일의 촬영 일정에 따라 이 영화와 유사한 영화를 마쳤다.  로스앤젤레스의 KTTV 스튜디오에서 상연되었으며 외부 장면은 미주리 주 세달리아에서 촬영되었으며 ] 1950년  월에 완료되었다.

## 개신교 영화의 특징
개신교 영화는 종종 기독교 신앙을 주제로 삼아 다양한 특징을 보인다. 이 영화들은 종교적 메시지를 강조하며, 주로 기독교적 가치와 믿음에 중점을 둔다. 도덕적 교훈도 흔히 다뤄지며, 선량함, 관용, 용서, 사랑 등이 영화의 핵심 주제가 될 수 있다.
가족은 개신교 영화에서 자주 강조되는 주제 중 하나이다. 가족의 중요성과 함께 가족 구성원 간의 관계, 서로에 대한 지원과 이해가 강조된다. 또한, 영화는 종종 커뮤니티 생활이나 교회와의 연관성을 강조하여 사회적 유대감을 강조할 수 있다.
이러한 영화들은 종종 관객에게 신앙 생활에 대한 영감을 주려는 의도를 가지고 있다. 종교적 메시지와 도덕적 교훈을 통해 관객들에게 긍정적인 가치를 전하고, 종교 공동체 간의 소통과 상호 이해를 촉진하는 역할을 한다.

## 개봉
이 영화는 미국과 캐나다 전역의 교회에만 독점적으로 배포되었다. 여기에는 회중 기독교 교회, 미국 장로교, 복음주의 교회, 개혁 교회가 포함되었으며  그 규모는 약 30,000개로 추정된다.

## 수상 내역
이 영화는 1951년 보스턴 영화위원회(Film Council of Greater Boston)가 후원한 제1회 연례 영화제에서 개신교 종교 부문 1등상을 수상했다